# Останковицькі дуби-близнята
Останковицькі дуби-близнюки — колишня ботанічна пам'ятка природи республіканського значення в Останковицькому лісництві Калинковицького району Гомельської області. 4 дерева ростуть з одного кореня. Вік близько 200 років, висота 24-25 м, діаметр-0,65—0,78 м (1983). Охоронний статус надано в 1963 році.